# Pont de les Graus
El Pont de les Graus és un pont de Moià (Moianès) inclòs a l'Inventari del Patrimoni Arquitectònic de Catalunya.

## Descripció
Es tracta del pont de les Graus, d'un sol arc, tot de pedra, pla. Actualment està fora d'ús. Es troba a l'antic camí ral de Mià a Vic. Té una pedra en què hi pareix una data 1868 que segons el Sr. Jordi Sarri correspon a una restauració.
Està sobre la riera de Grandia, afluent de la riera de Castell Nou, afluent per la dreta de la riera Golarda o de Marfà, afluent per l'esquerra del Llobregat.